# Choirs of the Eye
Albums de Kayo Dot
Dowsing Anemone with Copper Tongue
Choirs Of The Eye est le nom du premier album de Kayo Dot. Il fut publié en 2003 sur le label Tzadik (appartenant à John Zorn).

## Liste des titres
| No | Titre                  | Durée |
| -- | ---------------------- | ----- |
| 1. | Marathon               | 10:14 |
| 2. | A Pitcher of Summer    | 05:46 |
| 3. | The Manifold Curiosity | 14:28 |
| 4. | Wayfarer               | 10:43 |
| 5. | The Antique            | 14:41 |

## Composition du groupe
- Toby Driver - guitare, violoncelle, contrebasse, clochettes, electronics, voix
- Greg Massi - guitare, voix
- Mia Matsumiya - violon
- Nicholas Kyte - basse, voix
- Sam Gutterman - batterie, voix
- Terran Olson - flûte, clarinette, alto saxophone, hammond m-3, rhodes, piano
- Benjie Messer - trombone
- Todd Neece - voix

Guest:
- Adam Scott - Trompette
- Benjie Messer - Trombone
- Sam Minnich - Basson
- Alex Nagle - Guitare
- Sky Cooper - Guitare
- Jason Bitner - Photographie